# Elezioni generali a Saint Kitts e Nevis del 2022
Le elezioni generali a Saint Kitts e Nevis del 2022 si sono tenute il 5 agosto per il rinnovo dell'Assemblea nazionale.

## Risultati
| Liste                                    | Voti   | %     | Seggi |
| ---------------------------------------- | ------ | ----- | ----- |
| Partito Laburista di Saint Kitts e Nevis | 13 438 | 45,75 | 6     |
| Partito Laburista del Popolo             | 5 036  | 17,14 | 1     |
| Movimento d'Azione del Popolo            | 4 737  | 16,13 | 1     |
| Concerned Citizens' Movement             | 3 473  | 11,82 | 3     |
| Nevis Reformation Party                  | 2 616  | 8,91  | –     |
| Moral Restoration Movement               | 67     | 0,23  | –     |
| Unity Labour Party                       | 5      | 0,02  | –     |
| Indipendenti                             | 3      | 0,01  | –     |
| Membri designati                         | –      | –     | 4     |
| Totale                                   | 29 375 | 100   | 15    |